# پی‌سیماس
نیم‌رسانای اکسیدفلزِ مُکمِلی احتمال‌گرایانه (پی‌سیماس) (به انگلیسی: Probabilistic complementary metal-oxide semiconductor) (اختصاری PCMOS) یک فناوری ساخت نیم‌رسانا است که توسط پی‌آر کریشنا پالم از دانشگاه رایس و مدیر موسسه NTU برای نانوالکترونیک بازیافت‌پذیر (ISNE). این فناوری امیدوار است با فناوری فعلی سیماس رقابت کند. طرفداران ادعا می‌کنند که یک ۳۰ام بیشتر توان مصرف نمی‌کند در حالی که هفت برابر سریعتر از سریعترین فناوری فعلی کار می‌کند.
نشان داده شد که معماری‌های سامانه روی تراشه مبتنی‌بر پی‌سیماس در مقایسه با تحقق مبتنی‌بر سیماس با انرژی-پربازده بر اساس کاربردهای مبتنی بر الگوریتم‌های احتمال‌گرایانه مانند اَبَر-رمزگذاری، شبکه‌های بیزی، شبکه‌های عصبی تصادفی و ماشین‌های‌خودکار سلولی، دستاوردهایی به اندازه ضریب فزاینده قابل‌توجه ۵۶۰ دارند.